# Banksia sphaerocarpa
Espèce
Classification phylogénétique
Banksia sphaerocarpa est une espèce d'arbuste buissonnant du genre Banksia de la famille des Protéacées.
Elle est endémique de l'Australie.